# Mary Jo Deschanel
Mary Jo Deschanel, tidigare Weir, född 25 november 1945 i Los Angeles, Kalifornien, är en amerikansk skådespelare.
Hon är gift med filmfotografen Caleb Deschanel och mor till skådespelarna Emily Deschanel och Zooey Deschanel.

## Filmografi (urval)
- 1983 – Rätta virket
- 1984 – 2010
- 1990–1991 – Twin Peaks (TV-serie) (elva avsnitt)
- 2000 – Patrioten
- 2005 – Winter Passing
- 2007 – Breach
- 2009 – Allt för min syster
- 2012 – Ruby Sparks